# Liangting (köpinghuvudort i Kina, Shaanxi)
Liangting är en köpinghuvudort i Kina. Den ligger i provinsen Shaanxi, i den nordvästra delen av landet, omkring 140 kilometer nordväst om provinshuvudstaden Xi'an. Antalet invånare är 6 778. Befolkningen består av 3 313 kvinnor och 3 465 män. Barn under 15 år utgör 17,0 %, vuxna 15-64 år 74 %, och äldre över 65 år 8,0 %.
Runt Liangting är det tätbefolkat, med 397 invånare per kvadratkilometer. Närmaste större samhälle är Zhaoxian, 12,9 km öster om Liangting. Trakten runt Liangting består till största delen av jordbruksmark.
Genomsnittlig årsnederbörd är 677 millimeter. Den regnigaste månaden är september, med i genomsnitt 172 mm nederbörd, och den torraste är december, med 1 mm nederbörd.